# 乌拉 (葡萄牙)
乌拉是葡萄牙波塔莱格雷区的一个堂区。总面积129.56平方公里，总人口2117人，人口密度16.3人/平方公里。